# Khadija Abdalla Bajaber
Khadija Abdalla Bajaber est une poétesse et romancière kenyane née à Mombasa. elle est diplômée en journalisme. Son premier roman The House of Rust, publié en 2021, a été lauréat du Graywolf Press (en) Africa Prize récompensant le manuscrit d'un premier roman écrit par un auteur africain résidant principalement en Afrique,, ainsi que du prix Ursula K. Le Guin récompensant un livre de littératures de l'imaginaire.